# Royal Antwerpen
Der Royal Antwerp Football Club v.z.w., im deutschsprachigen Raum bekannt als Royal Antwerpen, seltener auch FC Antwerpen, ist ein Fußballverein aus der belgischen Stadt Antwerpen (englisch Antwerp).

## Geschichte
Der Verein wurde am 1. September 1880 gegründet und ist somit der älteste Fußballverein Belgiens, was ihm den Spitznamen „The Great Old“ einbrachte. 1993 erreichte Royal Antwerpen das Endspiel um den Europapokal der Pokalsieger. Das im Londoner Wembley-Stadion gespielte Finale verloren die Antwerpener allerdings gegen den italienischen Vertreter AC Parma mit 1:3. Damit ist Royal Antwerpen der letzte belgische Verein, der ein Finale um einen europäischen Wettbewerb erreichte.
Seit 1998 kooperiert Royal Antwerpen mit Manchester United, sodass junge, meist nicht-europäische Talente zunächst Spielpraxis bei Royal Antwerpen sammeln.
Royal Antwerpen spielt seit 1923 im Bosuilstadion mit momentan ca. 16.000 Plätzen, welches anstelle des Stadion Broodstraat errichtet wurde, wo der Verein seit 1908 seine Partien austrug.
2004 stieg der viermalige belgische Meister in die zweite Liga ab, seit 2017 spielt der RAFC wieder in der erstklassigen Division 1A. Dafür wurde als neuer Trainer László Bölöni für zwei Jahre verpflichtet. Am Ende der regulären Spielzeit belegte Antwerpen den 8. Platz. In der folgenden Play-off-Runde konnte man sich nicht für einen europäischen Wettbewerb qualifizieren.
Aufgrund dieser Platzierung wurde der Vertrag mit Bölöni bis Sommer 2020 verlängert. In der folgenden Saison belegte Antwerpen am Ende der regulären Spielzeit den 6. Platz, konnte sich innerhalb des Meister-Play-offs aber noch auf Platz 4 verbessern. Somit spielte der Verein im Europa-League-Play-off-Finale gegen den Sieger der Play-off-2B Sporting Charleroi.
Nach einem 3:2-Sieg war Antwerpen sportlich für die 2. Qualifikationsrunde zur Europa League qualifiziert. Am 17. Juli 2019 bestrafte das belgische Schiedsgericht für den Sport als Berufungsinstanz den KV Mechelen, wegen Manipulation des Spiels gegen Waasland-Beveren am 11. März 2018, unter anderem mit dem Ausschluss aus der Europa League. Alle belgischen Vereine rückten in der Folge um einen Qualifikationsplatz auf, wodurch Antwerpen einen Startplatz in der 3. Qualifikationsrunde der Europa League erreichte.
Mitte Mai 2020 beschloss der Verein, den Vertrag mit Bölöni nicht zu verlängern. Wenige Tage später wurde Ivan Leko als Trainer bis zum Ende der Saison 2021/22 verpflichtet. In seinem ersten Pflichtspiel gewann er das infolge der COVID-19-Pandemie erst am 1. August 2020 ausgetragene Pokalfinale der Saison 2019/20 gegen den FC Brügge. Damit qualifizierte Antwerpen sich für die Gruppenphase der Europa League 2020/21.
Nach dem letzten Ligaspiel des Jahres kündigte Leko Ende Dezember 2020 seinen Vertrag, weil er zu Shanghai SIPG wechselt. Anfang Januar 2021 wurde Franky Vercauteren als neuer Trainer für den Rest der Saison verpflichtet.
Vercauteren erreichte mit Antwerpen Platz 2 in der Hauptrunde, wenn auch mit 16 Punkten Rückstand auf den FC Brügge. In der Meister-Play-off-Runde konnte der Verein nach 3 Niederlagen und zwei Remis nicht mit Brügge und dem KRC Genk mithalten und erreichte Platz 3 in der Play-off-Runde. Da Genk als Vizemeister zugleich Pokalsieger war, stand diesem der höhere Qualifikationsplatz in der Champions League zu, so dass Antwerpen den Platz von Genk in den Play-offs zur Europa League einnahm. Es verblieb dabei, dass Vercauteren nur befristet als Trainer eingestellt war, und Ende Mai 2021 wurde der Däne Brian Priske als neuer Trainer mit einer Vertragslaufzeit von zwei Jahren verpflichtet.
In der Play-off-Runde zur Europa League 2021/22 setzte sich Antwerpen schließlich im Elfmeterschießen gegen Omonia Nikosia durch und erreichte so die Gruppenphase. Gruppengegner waren Eintracht Frankfurt Olympiakos Piräus und Fenerbahçe Istanbul. Nach einem Sieg, zwei Remis und drei Niederlagen schied der Verein als Vierter aus der Europa League aus. Im belgischen Pokal scheiterte man bereits im Achtelfinale an Zweitdivisionär KVC Westerlo. In der Saison 2021/22 der Division 1A erreichte Antwerpen mit einem Punkt Vorsprung den 4. Platz der Hauptrunde und zog so in die Meister-Play-off ein. Dort konnte Antwerpen sich nicht verbessern. Bereits am vorletzten Spieltag der Play-off-Runde stand fest, dass Antwerpen dort ebenfalls nur den 4. Platz belegte. Da zeitgleich aber auch feststand, dass der KAA Gent als Pokalsieger die Europa-League-Play-off gewinnen würde, war damit ohne Entscheidungsspiel bereits die Teilnahme an der 2. Qualifikationsrunde zur Conference League gesichert. 
Nach Ablauf der Play-off-Runde entschied der Verein, sich von Priske als Trainer zu trennen. Einige Tage später wurde der Niederländer Mark van Bommel als neuer Trainer mit einem Zweijahresvertrag verpflichtet. Die Qualifikation zur Conference League wurde nach Siegen über KF Drita und Lillestrøm SK in der Play-off-Runde gegen Istanbul Başakşehir FK verspielt. Jedoch sorgte Royal Antwerpen auf nationalem Niveau für Furore. Nach der Hauptrunde stand der Verein mit drei Punkten Rückstand auf KRC Genk und Royale Union Saint-Gilloise auf Platz 3. Gegen beide gab es an den letzten Spieltagen jeweils ein Unentschieden, womit Antwerpen um einen Punkt noch vorbeizog und somit belgischer Meister wurde. Bereits zuvor besiegte er zudem den KV Mechelen im Pokalfinale mit 2:0, womit er das erste nationale Double der Vereinsgeschichte feierte. Auch der anschließende Supercup wurde gegen den gleichen Gegner im Elfmeterschießen zum ersten Mal gewonnen. Auf nationaler Ebene war das der Höhepunkt des Vereins.
Durch die Meisterschaft 2022/23 nahm der Verein an der Play-off-Runde zur UEFA Champions League 2023/24 teil. Dort gewann man beide Spiele gegen AEK Athen mit 1:0 und 2:1, sodass der Verein sich erstmals überhaupt für die Gruppenphase des Wettbewerbs qualifizierte. In Gruppe H traf man auf den FC Barcelona, den FC Porto und Schachtar Donezk. Nachdem die ersten fünf Spiele allesamt verloren gingen, sorgte man erneut für Furore, als man Barcelona am letzten Spieltag mit einem 3:2-Sieg überraschte. Trotzdem schied der Verein als Letztplatzierter aus. In der Liga konnte man nicht annähernd an die Leistungen der Vorsaison anknüpfen. Während man in der Hauptrunde Platz 3 erreichte, setzte es acht Niederlagen in zehn Spielen der Meister-Play-offs, womit Antwerpen noch auf Platz 6 abrutschte. Im Pokal konnte der Verein zwar erneut bis ins Endspiel vorstoßen, jedoch verlor er dieses mit 0:1 gegen Royale Union Saint-Gilloise. Damit verpasste Antwerpen den Europapokal zur Gänze.

## Kader der Saison 2025/26
(Stand: 19. August 2025)
| Nr. |                | Position | Name                   |
| --- | -------------- | -------- | ---------------------- |
| 2   | Belgien        | AB       | Kobe Corbanie          |
| 3   | Belgien        | AB       | Björn Engels           |
| 4   | Japan          | AB       | Yuto Tsunashima        |
| 5   | Belgien        | AB       | Daam Foulon            |
| 7   | Suriname       | MF       | Gyrano Kerk            |
| 8   | Belgien        | MF       | Dennis Praet           |
| 10  | Belgien        | ST       | Michel-Ange Balikwisha |
| 11  | Belgien        | ST       | Geoffry Hairemans      |
| 14  | Ecuador        | ST       | Anthony Valencia       |
| 15  | Belgien        | TW       | Yannick Thoelen        |
| 16  | Argentinien    | MF       | Mauricio Benítez       |
| 17  | Belgien        | AB       | Semm Renders           |
| 18  | Niederlande    | ST       | Vincent Janssen        |
| 19  | Usbekistan     | ST       | Mukhammadali Urinboev  |
| 20  | Mali           | MF       | Mahamadou Doumbia      |
| 21  | Belgien        | AB       | Andreas Verstraeten    |
| 22  | Elfenbeinküste | MF       | Farouck Adekami        |

| Nr. |             | Position | Name                  |
| --- | ----------- | -------- | --------------------- |
| 23  | Niederlande | AB       | Glenn Bijl            |
| 24  | Belgien     | ST       | Thibo Somers          |
| 26  | Bulgarien   | AB       | Rosen Bozhinov        |
| 30  | Deutschland | MF       | Christopher Scott     |
| 33  | Belgien     | AB       | Zeno Van den Bosch    |
| 43  | Marokko     | MF       | Youssef Hamdaoui      |
| 76  | Nigeria     | ST       | Orseer Achihi         |
| 77  | Belgien     | MF       | Milo Horemans         |
| 79  | Belgien     | ST       | Gerard Vandeplas      |
| 81  | Belgien     | ST       | Niels Devalckeneer    |
| 91  | Belgien     | TW       | Senne Lammens         |
| 92  | Nigeria     | ST       | Gabriel Jesus David   |
|     | Mali        | AB       | Kiki Kouyaté          |
|     | Japan       | TW       | Taishi Brandon Nozawa |

## Erfolge
- Belgischer Meister (5)
  - 1929, 1931, 1944, 1957, 2023
- Belgischer Pokalsieger (4)
  - 1955, 1992, 2020, 2023
- Belgischer Supercup:
  - 2023
- Finalteilnehmer des Europapokals der Pokalsieger (1)
  - 1993

## Europapokalbilanz
| Saison  | Wettbewerb                    | Runde                  | Gegner                 | Gesamt          | Hin           | Rück          |
| ------- | ----------------------------- | ---------------------- | ---------------------- | --------------- | ------------- | ------------- |
| 1957/58 | Europapokal der Landesmeister | 1. Runde               | Real Madrid            | 1:8             | 1:2 (H)       | 0:6 (A)       |
| 1964/65 | Messestädte-Pokal             | 1. Runde               | Hertha BSC             | 3:2             | 1:2 (A)       | 2:0 (H)       |
| 1964/65 | Messestädte-Pokal             | 2. Runde               | Athletic Bilbao        | 0:3             | 0:2 (A)       | 0:1 (H)       |
| 1965/66 | Messestädte-Pokal             | 1. Runde               | Glentoran FC           | 4:3             | 1:0 (H)       | 3:3 (A)       |
| 1965/66 | Messestädte-Pokal             | 2. Runde               | CF Barcelona           | 2:3             | 2:1 (H)       | 0:2 (A)       |
| 1966/67 | Messestädte-Pokal             | 1. Runde               | Union Luxemburg        | 2:0             | 1:0 (A)       | 1:0 (H)       |
| 1966/67 | Messestädte-Pokal             | 2. Runde               | FC Kilmarnock          | 2:8             | 0:1 (H)       | 2:7 (A)       |
| 1967/68 | Messestädte-Pokal             | 1. Runde               | Göztepe Izmir          | 1:2             | 1:2 (H)       | 0:0 (A)       |
| 1974/75 | UEFA-Pokal                    | 1. Runde               | SK Sturm Graz          | (a)2:2(a)       | 1:2 (A)       | 1:0 (H)       |
| 1974/75 | UEFA-Pokal                    | 2. Runde               | Ajax Amsterdam         | (a)2:2(a)       | 0:1 (A)       | 1:2 (H)       |
| 1975/76 | UEFA-Pokal                    | 1. Runde               | Aston Villa            | 5:1             | 4:1 (H)       | 1:0 (A)       |
| 1975/76 | UEFA-Pokal                    | 2. Runde               | Śląsk Wrocław          | 2:3             | 1:1 (A)       | 1:2 (H)       |
| 1983/84 | UEFA-Pokal                    | 1. Runde               | FC Zürich              | 8:3             | 4:1 (A)       | 4:2 (H)       |
| 1983/84 | UEFA-Pokal                    | 2. Runde               | RC Lens                | 4:5             | 2:2 (A)       | 2:3 (H)       |
| 1988/89 | UEFA-Pokal                    | 1. Runde               | 1. FC Köln             | 3:6             | 2:4 (H)       | 1:2 (A)       |
| 1989/90 | UEFA-Pokal                    | 1. Runde               | Lewski Sofia           | 4:3             | 0:0 (A)       | 4:3 (H)       |
| 1989/90 | UEFA-Pokal                    | 2. Runde               | Dundee United          | 6:3             | 4:0 (H)       | 2:3 (A)       |
| 1989/90 | UEFA-Pokal                    | 3. Runde               | VfB Stuttgart          | 2:1             | 1:0 (H)       | 1:1 (A)       |
| 1989/90 | UEFA-Pokal                    | Viertelfinale          | 1. FC Köln             | 0:2             | 0:2 (A)       | 0:0 (H)       |
| 1990/91 | UEFA-Pokal                    | 1. Runde               | Ferencváros Budapest   | 1:3             | 0:0 (H)       | 1:3 n. V. (A) |
| 1992/93 | Europapokal der Pokalsieger   | 1. Runde               | Glenavon FC            | 1:1 (3:1 i. E.) | 1:1 (A)       | 1:1 n. V. (H) |
| 1992/93 | Europapokal der Pokalsieger   | 2. Runde               | FC Admira/Wacker       | 7:6             | 4:2 (A)       | 3:4 n. V. (H) |
| 1992/93 | Europapokal der Pokalsieger   | Viertelfinale          | Steaua Bukarest        | (a)1:1(a)       | 0:0 (H)       | 1:1 (A)       |
| 1992/93 | Europapokal der Pokalsieger   | Halbfinale             | Spartak Moskau         | 3:2             | 0:1 (A)       | 3:1 (H)       |
| 1992/93 | Europapokal der Pokalsieger   | Finale                 | AC Parma               | 0:1             | 0:1 in London | 0:1 in London |
| 1993/94 | UEFA-Pokal                    | 1. Runde               | Marítimo Funchal       | 4:2             | 2:0 (H)       | 2:2 (A)       |
| 1993/94 | UEFA-Pokal                    | 2. Runde               | SV Austria Salzburg    | 0:2             | 0:1 (A)       | 0:1 (H)       |
| 1994/95 | UEFA-Pokal                    | 1. Runde               | Newcastle United       | 2:10            | 0:5 (H)       | 2:5 (A)       |
| 2019/20 | UEFA Europa League            | 3. Qualifikationsrunde | Viktoria Pilsen        | (a)2:2(a)       | 1:0 (H)       | 1:2 n. V. (A) |
| 2019/20 | UEFA Europa League            | Play-offs              | AZ Alkmaar             | 2:5             | 1:1(A)        | 1:4 n. V. (H) |
| 2020/21 | UEFA Europa League            | Gruppenphase           | Ludogorez Rasgrad      | 5:2             | 2:1 (A)       | 3:1 (H)       |
| 2020/21 | UEFA Europa League            | Gruppenphase           | Tottenham Hotspur      | 1:2             | 1:0 (H)       | 0:2 (A)       |
| 2020/21 | UEFA Europa League            | Gruppenphase           | LASK                   | 2:1             | 0:1 (A)       | 2:0 (H)       |
| 2020/21 | UEFA Europa League            | Sechzehntelfinale      | Glasgow Rangers        | 5:9             | 3:4 (H)       | 2:5 (A)       |
| 2021/22 | UEFA Europa League            | Play-offs              | Omonia Nikosia         | 4:4 (3:2 i. E.) | 2:4 (A)       | 2:0 n. V.(H)  |
| 2021/22 | UEFA Europa League            | Gruppenphase           | Olympiakos Piräus      | 2:2             | 1:2 (A)       | 1:0 (H)       |
| 2021/22 | UEFA Europa League            | Gruppenphase           | Eintracht Frankfurt    | 2:3             | 0:1 (H)       | 2:2 (A)       |
| 2021/22 | UEFA Europa League            | Gruppenphase           | Fenerbahçe Istanbul    | 2:5             | 2:2 (A)       | 0:3 (H)       |
| 2022/23 | UEFA Europa Conference League | 2. Qualifikationsrunde | KF Drita               | 2:0             | 0:0 (H)       | 2:0 (A)       |
| 2022/23 | UEFA Europa Conference League | 3. Qualifikationsrunde | Lillestrøm SK          | 5:2             | 3:1 (A)       | 2:0 (H)       |
| 2022/23 | UEFA Europa Conference League | Play-offs              | Istanbul Başakşehir FK | 2:4             | 1:1 (A)       | 1:3 (H)       |
| 2023/24 | UEFA Champions League         | Play-offs              | AEK Athen              | 3:1             | 1:0 (H)       | 2:1 (A)       |
| 2023/24 | UEFA Champions League         | Gruppenphase           | FC Barcelona           | 3:7             | 0:5 (A)       | 3:2 (H)       |
| 2023/24 | UEFA Champions League         | Gruppenphase           | Schachtar Donezk       | 2:4             | 2:3 (H)       | 0:1 (A) a     |
| 2023/24 | UEFA Champions League         | Gruppenphase           | FC Porto               | 1:6             | 1:4 (H)       | 0:2 (A)       |

Gesamtbilanz: 88 Spiele, 29 Siege, 18 Unentschieden, 41 Niederlagen, 115:145 Tore (Tordifferenz −30)

## Spieler
- Henri De Deken (1924–1926) Jugend, (1926–1937) Spieler
- François De Vries (1924–1929) Jugend, (1929–1941) Spieler
- Robert Paverick (1927–1930) Jugend, (1930–1947) Spieler
- Jean De Clercq (1925–1934)
- Vic Mees (1939–1945) Jugend, (1945–1964) Spieler
- Dan Coe (1971–1973)
- Karl Kodat (1971–1977)
- Louis Pilot (1972–1975)
- Alexandre Czerniatynski (1981–1982, 1989–1993)
- Rudi Smidts (1984–1997)
- Hans-Peter Lehnhoff (1987–1994)
- Ralf Geilenkirchen (1988–1990)
- Nico Claesen (1988–1992, 1994–1996)

## Trainer
Eine chronologische Übersicht der Trainer des Vereins seit 1973:
| Amtszeit                     | Nat.                                           | Trainer                 |
| ---------------------------- | ---------------------------------------------- | ----------------------- |
| 1973–1976                    | Belgien                                        | Guy Thys                |
| 1976–1977                    | Belgien                                        | Jef Vliers              |
| 1977–1979                    | Tschechoslowakei                               | Ladislav Novák          |
| 1979                         | Belgien                                        | Staf Van Den Bergh      |
| 1979–1980                    | Belgien                                        | Eddy Wauters            |
| 1980–1983                    | Jugoslawien Sozialistische Föderative Republik | Dimitri Davidovic       |
| 1983–1984                    | Belgien                                        | Jean Dockx              |
| 1984–1985                    | Niederlande                                    | Arie Haan               |
| …                            | …                                              | …                       |
| 1995–1996                    | Ungarn                                         | László Fazekas          |
| …                            | …                                              | …                       |
| 1996–1998                    | Deutschland                                    | Georg Keßler            |
| …                            | …                                              | …                       |
| 2004                         | Belgien                                        | Marc Grosjean           |
| 2004–2005                    | Kroatien                                       | Jerko Tipurić           |
| 2005–2006                    | Belgien                                        | Regi Van Acker          |
| 2006–2008                    | England                                        | Warren Joyce            |
| 2008–2009                    | Serbien                                        | Dimitri Davidovic       |
| 2009                         | Serbien                                        | Ratko Svilar            |
| 2009–2010                    | England                                        | Colin Andrews           |
| 2010–2011                    | Belgien                                        | Bart De Roover          |
| 2011–2012                    | Belgien                                        | Bart Wilmssen           |
| 2012–2013                    | Niederlande Belgien                            | Dennis van Wijk         |
| 2013–2014                    | Niederlande                                    | Jimmy Floyd Hasselbaink |
| Juli 2014 – Juni 2015        | Niederlande                                    | Richard Stricker        |
| Juli 2015 – Juni 2016        | Belgien                                        | David Gevaert           |
| Juli 2016 – November 2016    | Belgien                                        | Fred Vanderbiest        |
| Oktober 2016 – November 2016 | Belgien                                        | David Gevaert           |
| November 2016 – Juni 2017    | Belgien                                        | Win de Decker           |
| Juli 2017 – Juni 2020        | Rumänien                                       | László Bölöni           |
| Juli 2020 – Dezember 2020    | Kroatien                                       | Ivan Leko               |
| Januar 2021 – Mai 2021       | Belgien                                        | Franky Vercauteren      |
| Juni 2021 – Mai 2022         | Danemark                                       | Brian Priske            |
| Mai 2022– Juni 2024          | Niederlande                                    | Mark van Bommel         |
| Juli 2024– März 2025         | Belgien                                        | Jonas De Roeck          |
| März 2025– Juni 2025         | Niederlande                                    | Andries Ulderink        |
| seit Juli 2025               | Belgien                                        | Stef Wils               |